# آدم هارينغتون (كرة سلة)
آدم هارينغتون (بالإنجليزية: Adam Harrington)‏ مواليد 5 يوليو 1980 في ماساتشوستس، هو مدرب كرة سلة أمريكي ولاعب معتزل. بدأ مسيرته الاحترافية في سنة 2002. وهو مدرب مساعد لفريق بروكلين نتس في الرابطة الوطنية لكرة السلة. يبلغ طوله 6 قدم 5 بوصة (2.0 م). اعتزل اللعب في 2010.

## المسيرة الاحترافية
لعب مع دالاس مافيريكس في موسم 2002–2003، ثم لعب مع دنفر ناغتس في سنة 2003، ثم لعب مع فوشان دراليونز في الدوري الصيني في سنة 2003، ثم لعب مع سي بي غران كناريا في الدوري الإسباني في سنة 2005، ثم لعب مع نادي كانتابريا لكرة السلة في سنة 2006، ثم لعب مع بروس باسكتس في الدوري الألماني في موسم 2006–2007.

## روابط خارجية
- آدم هارينغتون على موقع إن بي أي (الإنجليزية)
- آدم هارينغتون على موقع سبورتس رفرنس (الإنجليزية)
- آدم هارينغتون على موقع الدوري الإسباني لكرة السلة (الإسبانية)
- آدم هارينغتون على موقع كرة السلة الأوروبية.كوم (الإنجليزية)
- آدم هارينغتون على موقع كلية كرة السلة في سبورتس رفرنس.كوم (الإنجليزية)
- آدم هارينغتون على موقع ريلجم (الإنجليزية)
- آدم هارينغتون على موقع بروبوليرز (الإنجليزية)
- آدم هارينغتون على موقع سبورتس رفرنس (الإنجليزية)
- آدم هارينغتون على موقع سبورتس رفرنس (الإنجليزية)
- آدم هارينغتون على موقع سبورتس رفرنس (الإنجليزية)